# Ikariam
Ikariam este un joc pentru calculator de tip MMORPG. Este un joc setat pe Grecia antică, într-un arhipelag, jucătorii dezvoltându-se dintr-un mic polis, extinzându-se și conducând.

## Gameplay
Ikariam este un joc realizat în PHP, putând fi jucat direct cu ajutorul internetului folosind un web browser. Este de asemnea un joc de strategie, unde evenimentele și acumularea resurselor se întâmplă în timp real. Jucătorul controlează la început doar un mic polis, dar cu timpul poate întemeia, păstrând proporțiile, un adevărat imperiu. Nu necesită dowload, instalări, deși poate fi descărcat un mic pachet grafic. După inregistrare, jucătorii pot începe jocul imediat, fără a trebui să plătească nimici.
În Ikariam se pot, de asemnenea, forma alianțe între jucători, care oferă posibilitatea unui stil de joc strategic, unde grupuri de jucători se pot alătura pentru ofensivă sau defensivă, având la dispoziție mijloace de comunicare.

## Clădiri
- Primărie: În inima orașului tău poți găsi primăria prin intermediul căreia orașul creste și inflorește. Inteligenții funcționari, ce lucrează aici, au plăcerea sa iți ofere informații despre populație. Fiecare extindere a primăriei mărește numărul de cetățeni din oraș.
- Academie: Academia este locul sublim al științei care combina tradițiile vechi cu tehnologiile moderne. Cele mai intelepte minti din orașul tău își așteaptă intrarea în Academie! Ia în considerare faptul ca fiecare savant are nevoie de propriul sau laborator care costa bani. Cu cât academia este mai mare cu atât poți angaja mai mulți savanți în același timp.Un cercetator iti cer 9 aur/h.
- Cazarma: În cazarma, tinerii violenti sunt instruiti pentru a deveni luptatori aprigi. Soldații tăi știu sa mânuiască sabii, sulițe și catapulte și de asemenea sunt capabili sa conducă cele mai puternice mașini de război pe câmpul de lupta. Timpul de instrucție scade odată cu creșterea fiecărui nivel al cazarmei tale.
- Magazie: O parte din proviziile tale este protejata la magazie. Tine ploaia, pasările și alți paraziți la distanță. Magazionerul este întotdeauna bine informat despre depozitul tău de resurse.
- Atelier: Cei mai iscusiți oameni din orașul tău lucrează la atelier. Ei îmbunătățesc echipamentul trupelor și al navelor de război cu ajutorul ultimelor invenții. Fie ca ele sa devina mai bune si mai puternice! Fiecare etapa a îmbunatățirii iți permite sa upgradezi și mai mult trupele și navele.
- Palat: Palatul este un loc excelent pentru a-ti conduce imperiul spre viitor! De asemnea asigura o superba priveliste asupra marii. Fiecare extindere a Palatului tău din orașul capitală iți permite sa întemeiezi o nouă colonie.
- Reședința Guvernatorului: Un guvernator in colonie garanteaza ca toate sarcinile administrative zilnice sunt efectuate corect. El de asemenea reduce nivelul coruptiei in colonie. Resedinta guvernatorului poate fi extinsa pana la nivelul de palat daca doresti sa iti muti capitala.
- Ascunzătoare: Un lider intelept are intotdeauna un ochi atat pe aliati cat si pe inamici. Ascunzatoarea iti permite sa angajezi spioni care sunt capabili sa furnizeze informatii din interiorul altor orase. O ascunzatoare mai mare ofera spatiu pentru mai multi spioni.Pt ca sa fiti spionati ami greu trebuie sa aveti ascunzatoarea de acela lvl(sau cu 2 lvl mai mare)decat primaria.
- Taverna: Dupa o zi grea de munca nu e nimic mai placut decat o cana cu vin rece. De aceea cetatenii tai adora sa se intalneasca la taverna.Si cand ultimele melodii vechi au fost cantate la sfarsitul zilei, se indreapta spre casa veseli. Fiecare extindere a tavernei iti permite sa servesti mai mult vin.
- Punct de negoț: Negustorii si comerciantii isi desfasora activitatea la punctul de negoț. Este intotdeauna un târg de incheiat sau un chilipir de vânat. Comerciantii de departe prefera sa se indrepte spre marile și bine cunoscutele puncte de negoț! Raza de acțiune și capacitatea punctului tău de negoț cresc cu fiecare dezvoltare secundara.
- Templu: Templul este un loc al credinței, încrederii și meditației. Preoții locuiesc aici, plătind tribut zeului lor și împrăștiind cuvântul lui pe insula. De asemenea se pot ruga pentru miracole aici, atâta timp cât ii arați suficient respect.